# Henri Roorda
Henri Roorda, né à Bruxelles le 30 novembre 1870 et mort à Lausanne le 7 novembre 1925, est un écrivain, pédagogue libertaire, humoriste, et professeur de mathématiques suisse.

## Biographie
Henri Philippe Benjamin Roorda van Eysinga naît à Bruxelles le 30 novembre 1870 de Selinda Bolomey et Sicco Ernst Willem Roorda, fonctionnaire du gouvernement néerlandais en Indonésie révoqué à cause de ses positions anticolonialistes (il fut l’auteur du pamphlet anticolonial Malédiction) et ami des grandes figures révolutionnaires de son temps. Comme beaucoup de révolutionnaires au lendemain de la Commune, sa famille s’installe en Suisse en 1872, à Clarens, au bord du Lac Léman. Roorda y fréquente très jeune Élisée Reclus, Pierre Kropotkine ou encore Ferdinand Domela Nieuwenhuis.
Il commence à écrire à l’âge de 14 ans. Il obtient une licence ès sciences mathématiques à l’Université de Lausanne. Après ses études, en 1892, il enseigne en tant que professeur de mathématiques. Très inspiré par l’Émile de Rousseau, il adopte une pédagogie anti-autoritaire, et laisse une forte impression à une dizaine de générations d’écoliers. Il se passionne pour la musique et la logique. Il publie des manuels de mathématiques chez Payot (arithmétique, algèbre, géométrie).
Défenseur de la pédagogie libertaire, il donne, à partir de 1903, de nombreuses conférences à ce sujet. Il écrit dans le Bulletin de l’École moderne de Francisco Ferrer plusieurs articles tels que L’École et le savoir inutile ou L’écolier est un prévenu. Il est le représentant en Suisse de La Ligue Internationale pour l’Éducation rationnelle de l’Enfance. À partir de 1910, il s’engage auprès de l’École Ferrer de Lausanne créée par le docteur Jean Wintsch pour laquelle il rédige la Déclaration de principes.
Il publie des articles dans des revues anarchistes : Les Temps nouveaux, L’Humanité nouvelle, La Revue blanche, Le Journal d’Alphonse Allais ainsi que dans des revues néerlandaises. Son humour lui permet de publier dans des revues satiriques : l’Arbalète, la Crécelle. Il collabore également aux Cahiers vaudois. Il y publie notamment ses essais Mon internationalisme sentimental (1915) et Le pédagogue n’aime pas les enfants (1917).
Il publie dans la grande presse locale : La Tribune de Lausanne (1917-1919), La Gazette de Lausanne (1919-1925) et La Tribune de Genève (1923-1925). Il lui arrive de signer ses articles du pseudonyme de Balthasar. Son Almanach Balthasar connaît quatre éditions annuelles, de 1923 à 1926, et un certain succès. Ses chroniques sont publiées dans des recueils : À prendre ou à laisser (1919), Le Roseau pensotant (1923). Il publie également de nouveaux essais : Le débourrage de crâne est-il possible ? (1924), Avant la grande réforme de l’an 2000 (1925), Le Rire et les rieurs (1925). Il est également l’auteur de courtes pièces de théâtre (Le Silence de la bonne, Un amoureux, Un beau divorce et La Ligue contre la Bêtise). Il publie un dernier essai, Mon suicide (1925), avant de se loger une balle dans le cœur le 7 novembre 1925.
Son ami Edmond Gilliard consacrera un essai à sa mémoire : À Henri Roorda (1929). L’Association des Amis de Henri Roorda est constituée à Lausanne en 2003. Quarante et un an après les deux volumes d'œuvres complètes publiées en 1970 par l'Âge d'homme à Lausanne, les éditions Mille et une nuits initient une nouvelle édition des œuvres complètes en volumes séparés en 2011, signe que l'actualité de la pensée d'Henri Roorda ne se dément pas.

## Œuvres
- L’École et l’apprentissage de la docilité (1898).
- Mon internationalisme sentimental (1915)
- Le pédagogue n'aime pas les enfants (1917)
- À prendre ou à laisser (1919)
- Le Roseau pensotant (1923), Éditions L'Âge d'Homme, 2003.
- Les Almanachs Balthasar (1923–1926)
- Le débourrage de crâne est-il possible ? (1924)
- Avant la grande réforme de l’an 2000 (1925)
- Le Rire et les rieurs (1925)
- Mon suicide (1925)

### Rééditions
- Œuvres complètes I, Lausanne, Bibliothèque L’Âge d’Homme, 1970
- Œuvres complètes II, Lausanne, Bibliothèque L’Âge d’Homme, 1970
- L’École et l’apprentissage de la docilité dans la revue Études Jean-Jacques Rousseau, no 9, 1997.
- Le Roseau pensotant : humour de tous les jours, Paris, Mille et une nuits, 2011, 154 p. (ISBN 978-2-7555-0633-4)
- Le Rire et les rieurs, suivi de Mon suicide, Paris, Mille et une nuits, 2011, 108 p. (ISBN 978-2-7555-0614-3)
- Le Pédagogue n'aime pas les enfants, Paris, Mille et une nuits, 2012, 134 p. (ISBN 978-2-7555-0646-4)
- À prendre ou à laisser : le programme de lecture du professeur d'optimisme, Paris, Mille et une nuits, 2012, 246 p. (ISBN 978-2-7555-0697-6)
- La Ligue contre la Bêtise et autres fantaisies théâtrales, Éditions Le Flibustier, 2012, 150 pages, notice chez l'éditeur
- Les saisons indisciplinées, Éditions Allia, 2013.
- Mon suicide, Allia, 2017.
- Le pédagogue n’aime pas les enfants, Lausanne, Humus, 2018.
- Intelligence à louer, chroniques inédites, Genève, La Baconnière, 2021.